# Винцюк, Тарас Климович
Тарас Климович Винцюк (р. 10 марта 1939, Кульчин — 29 мая 2012, Киев) — советский и украинский учёный, пионер теории распознавания образов, автор фундаментальных трудов в области анализа, распознавания и понимания речевых сигналов, инициатор и организатор реализации Государственной научно-технической программы «Образный компьютер». Глава научной школы «Генеративная модель распознавания образов». Лауреат многочисленных премий и наград. Почетный член многих отечественных и зарубежных академий. Основатель Ассоциации обработки информации и распознавания образов, которую и возглавлял до 2012 г.

## Биография
Тарас Климович Винцюк родился 10 марта 1939 года в с. Кульчин Волынской области в семье репрессированных. В послевоенные годы некоторое время жил в детском доме, воспитывался у родственников. В 1956 году окончил школу с золотой медалью. В 1956—1961 гг. учился в Киевском политехническом институте, который окончил с отличием. Свой трудовой научный путь Тарас Климович начал в 1962 году в должности инженера. А уже в 1988 году возглавил отдел распознавания и синтеза звуковых образов в Институт кибернетики им. В. М. Глушкова НАН Украины и Международном научно-учебном Центре информационных технологий и систем (с 1997 г.)

## Деятельность
Широкое признание получила генеративная модель распознавания образов, впервые сформулированная и предложенная Тарасом Климовичем еще в 1967 году. Этот подход, известный в мире как Dynamic Time Warping (DTW), нашел своё применение не только в теории распознавания речевых и зрительных образов, но и в моделировании нелинейных процессов в радиофизике и в биоинформатике. Подобная модель, известная как Hidden Markov Model (HMM), берет своё начало в 1973 году и является наиболее цитируемой в мире. Обе модели наиболее продуктивные в системах распознавания речи и занимают ведущие мировые позиции.
Начиная с конца 60-х годов прошлого века, под руководством Тараса Винцюка разрабатывались системы распознавания речи, был пройден долгий путь от систем устного диалога на основе БЭСМ к портативным устройствам с голосовым управлением.
Научные разработки Тараса Винцюка отражены в более чем 300 работах и двух монографиях, отмечены высшими наградами ВДНХ СССР, дипломами многих выставок. В составе авторских коллективов ему были присуждены Государственные премии Украины в 1988 и 1997 годах в области науки и техники. Тарас Винцюк является создателем концепции образного компьютера, которая легла в основу Государственной научно-технической программы «Образный компьютер» (2000—2010 гг.)
Тарас Климович был членом многих научных обществ, входил в программные комитеты и редакционные коллегии многих научных конференций и изданий. Он основал и бессменно возглавлял Украинскую ассоциацию по обработке информации и распознаванию образов (УАсОИРО). Начиная с 1992 года, под его руководством прошло 10 международных конференций по обработке сигналов и изображений и распознавания образов «УкрОбраз», изданы сборники трудов конференций. С 2004 года под руководством Тараса Климовича ежегодно проводились летние школы-семинары, посвященные речевым технологиям.
Следует отметить вклад Тараса Винцюка в развитие энциклопедического дела. Он является автором многих статей ЭСУ в области кибернетики и вычислительной техники.